# NetBurst
La microarquitectura NetBurst, llamada también P68, fue la sucesora de la microarquitectura P6, ambas pertenecientes a la familia de procesadores x86 de Intel. Las primeras CPU en usar esta arquitectura llevaron el núcleo Willamette del procesador Pentium 4, lanzado al mercado el 20 de noviembre de 2000. Todas las variaciones subsequentes de Pentium 4 y Pentium D han sido basados en NetBurst. A mediados del 2001 Intel lanzó el núcleo Foster, el cual fue basado también en NetBurst, por lo tanto los CPU Xeon como también los Celeron basados en Pentium 4 usan la arquitectura NetBurst....

## Tecnología
La microarquitectura NetBurst incluye características como la tecnología Hyper Pipelined y el Motor de Ejecución Rápida.

### Tecnología Hyper Pipelined
Intel escogió este nombre por la 20 etapas de pipeline dentro del núcleo Willamette. Esto representa un incremento en el número de etapas cuando es comparado con el Pentium III, el cual solo tuvo 10 etapas de pipeline. el núcleo Prescott tiene unas 31 etapas de pipeline. Aunque un pipeline más profundo tiene ciertas desventajas, permite tener una velocidad de reloj más alta, lo cual, se consideró, compensaba cierta pérdida en el rendimiento. Mientras más pequeñas sean las instrucciones por ciclos de reloj  (IPC) siendo esta una consecuencia indirecta de una profundidad del pipeline, por cuestiones de diseño (pequeñas cantidades de grandes pipeline tienen un menor IPC que un gran número de pequeños pipeline). Otro Inconveniente de tener un mayor número de etapas Pipeline es un incremento en el número de etapas que se necesitan para retraer un evento Cuando el predictor de saltos comete un error, incrementando así la penalidad por errores de predicción. Para hacer frente a esta cuestión Intel ideó el motor de ejecución rápida y ha empleado una gran idea a la tecnología de predicción de bifurcación, por lo cual Intel asegura una reducción de errores de predicción en un 33% tomando como referencia a los Pentium III.

### Motor de Ejecución Rápida
Con esta tecnología, las dos ALU en el núcleo del CPU son doblemente bombeados, los cual significa que opera dos veces el núcleo de frecuencia de reloj. Por ejemplo un procesador a 3,8 GHz la ALU operará efectivamente a 7,6 GHz la razón detrás de todo esto es generalmente hacer aumentar un conteo de IPC bajo. Adicionalmente esto mejora el rendimiento integrado del CPU considerablemente. Intel también remplazó la alta velocidad del Barrel shifter con una unidad de ejecución Shift/Rotate que opera a la misma frecuencia del núcleo del CPU. La desventaja es que ciertas instrucciones son ahora mucho más lentas que antes, haciendo dificultosa la optimización de múltiples objetivos del CPU. Un ejemplo son las operaciones de Cambio y rotación (shift and rotate), el cual sufre la ausencia de un Barrel shifter el cual fue presentado en cada CPU x86 que comenzón con el i386 (y que está presente también en el Athlon).

### Caché de Ejecución de Trazas
Intel incorporó está tecnología en el nivel L1 de la caché de instrucciones del procesador. Esta almacena micro-operaciones (μops) decodificadas, de manera que de permitir al procesador omitir la decodificación de instrucciones en el ciclo principal de ejecución de una instrucción. Por otro lado, las micro-operaciones son capturados por la memoria caché en la ruta de  ejecución prevista, lo cual significa que cuando las instrucciones son buscadas por el procesador, éstas ya están listas para ser ejecutadas.
A pesar de estas mejoras, la arquitectura NetBurst ocasionó obstáculos a los ingenieros que intentaban ampliar su rendimiento. Con esta arquitectura, Intel parecía que podría alcanzar velocidades de reloj de 10 GHz. Debido a la creciente velocidad del reloj, Intel se enfrentó problemas para mantener la disipación de potencia dentro de límites aceptables. Intel alcanzó la barrera de velocidad 3,8 GHz en noviembre del 2004 pero encontró problemas intentando lograr incluso esa hazaña, con overclocking y enfriamiento extremo se lograron alcanzar los 5 GHz.
La arquitectura NetBurst fue abandonada después de estos problemas. Después desarrollaron la microarquitectura Core, inspirada en el núcleo P6 del Pentium Pro, el Tualatin Pentium III-S y más directamente el Pentium M.

## Revisiones
Intel reemplazó el núcleo Willamette con una versión rediseñada de la Microarquitectura NetBurst llamada Northwood en enero del 2002. El diseño Northwood combinó un incremento en el tamaño de la Caché un menor proceso de fabricación de 130nm, y la tecnología HyperThreading para producir una versión más moderna y de alto rendimiento de la Microarquitectura NetBurst.
En febrero de 2004, Intel introdujo otra, revisión más radical con el nombre clave Prescott. El núcleo Prescott fue producido en proceso de 90nm, e incluyó varios cambios mayores en el diseño, incluyendo una Caché aún más grande (desde 512KB a 1MB en el Northwood, de 2MB en el Prescott), con instrucciones de Pipeline mucho más profundas (con 31 etapas en comparación con las 20 etapas del Northwood) y un Predictor de saltos Mejorado, la introducción las instrucciones SSE3, luego la implementación de Intel 64 la marca de Intel para sus implementaciones compatibles de x86-64 de la micro arquitectura x86 de la versión de 64 bits (como con el Hyper-Threading, todos los chips de núcleo Prescott con la marca Pentium 4 HT poseen Hardware que soporta esta función, pero fue inicialmente habilitado para la gama alta de los procesadores Xeon, antes de ser introducidos oficialmente en procesadores con la marca comercial Pentium). A pesar de que posee muchas funciones nuevas, el Prescott a menudo tiene un peor rendimiento que un Northwood con una frecuencia de reloj similar, y varios ingenieros se dieron cuenta de que el verdadero rendimiento del procesador fue comprometido al intentar lograr una velocidad de reloj mayor de lo posible. El consumo de potencia y la disipación de calor se convirtieron en grandes problemas con el Prescott, cual se tornaba mucho más caliente cuando trabajaba y mucho más "hambriento de potencia", de procesadores de un solo núcleo x86 y x86-64. En lo que concierne a la potencia y el Calor han sido lejanos impedimentos para Intel desde que se lanzó el núcleo Prescott Con frecuencia de reloj por encima de los  3,8 GHz, posteriormente una versión móvil del núcleo con frecuencias por encima de 3,46 GHz.
Intel ha lanzado también el procesador dual-core basado en la arquitectura Netburst de la marca Pentium D. el primer núcleo Pentium D fue lanzado bajo el nombre clave Smithfield, cual consiste actualmente en dos núcleos Prescott en un solo módulos y más tarde el núcleo Presler. El cual consiste en dos núcleos Cedar Mill  en dos módulos separados.

## Sucesor
Intel ha reemplazado a NetBurst por la microarquitectura Core lanzado en julio del 2006 el cual está más directamente derivado desde el 1995 del Pentium Pro que de NetBurst. El 8 de agosto de 2008 marcaron el fin de los procesadores basados en NetBurst. La razón del abandono de Netburst es que era un tremendo problema causado por las altas velocidades de reloj. Mientras que los procesadores basados en Core y Nehalem poseen una mayor Potencia de diseño térmico (TDP) Más procesadores son muti-núcleos por lo que cada núcleo ofrece sólo una fracción de su TDP máximo y a las altas frecuencias de reloj los procesadores basados en un solo núcleo el máximo nivel de potencia de calor que son unos 27W. El procesador de escritorio que registraba más rápido era el Pentium 4 (de un solo núcleo) tiene un TDP de 115W, comparado con los 88W de la versión más rápida para dispositivos Móviles. Bien que, con la introducción de nuevos modelos los TDP de ciertos modelos fueron reducidos.
Presler, un núcleo Pentium D fue lanzado a inicios del 2006 es promocionado ampliamente por analistas para ser lo último en la línea de los NetBurst, aunque el último procesador NetBurst lanzado fue Celeron D 365 trabajaba a frecuencias de reloj de 3.6 GHz. El núcleo Conroe del primer procesador Intel Core 2 Duo, usando la Microarquitectura Core es el sucesor del Presler.
La Microarquitectura Nehalem, el sucesor de la Microarquitectura core fue actualmente supuesta a ser una evolución del NetBurst de acuerdo a los planes de trabajo de Intel que se que datan del año 2000, pero debido al abandono de NetBurst, Nehalem es ahora un proyecto completamente diferente, pero guarda algunas similitudes con NetBurst. Nehalem reimplementó la tecnología HyperThreading introducida por primera vez en el núcleo Northwood de Pentium 4 a 3.06 GHz frecuencia, Nehalem también implementa un registro de memoria Caché L3 en los procesadores basados en éste. Para la implementación de un procesador consumidor, una Caché L3 fue usado por primera vez en el núcleo Gallatin Pentium 4 Extreme Edition pero fue extrañamente olvidado desde el núcleo Prescott 2M de la misma marca.

## Chips basados en NetBurst
- Celeron (NetBurst).
- Celeron D.
- Pentium 4.
- Pentium 4 Extreme Edition.
- Pentium D.
- Pentium Extreme Edition.
- Xeon, desde 2001 hasta 2006.

- Datos: Q1062113